# Smíchov
Smíchov (německy Smichow) je městská čtvrť a katastrální území v Praze na levém břehu Vltavy, náležející do městské části Praha 5. Na severu sousedí s Malou Stranou, na jihu s Hlubočepy, na jihozápadě s Radlicemi. Smíchovský katastr vybíhá na západ severně podél Plzeňské ulice až po hranici s Motolem. Plzeňská ulice ve své horní části až na krátké úseky tvoří hranici mezi Smíchovem a Košířemi. Na protějším pravém břehu řeky se nacházejí od severu Nové Město, Vyšehrad a Podolí. Ke Smíchovu patří také velký vltavský ostrov Císařská louka (naproti Vyšehradu a Podolí) a Dětský ostrov. V letech 1903–1921 byl Smíchov městem, od roku 1838 měl status předměstí. V polovině 19. století byly součástí Smíchova také Košíře, které se později osamostatnily.

## Historický přehled

Vlajka Prahy 5, identická s vlajkou Smíchova

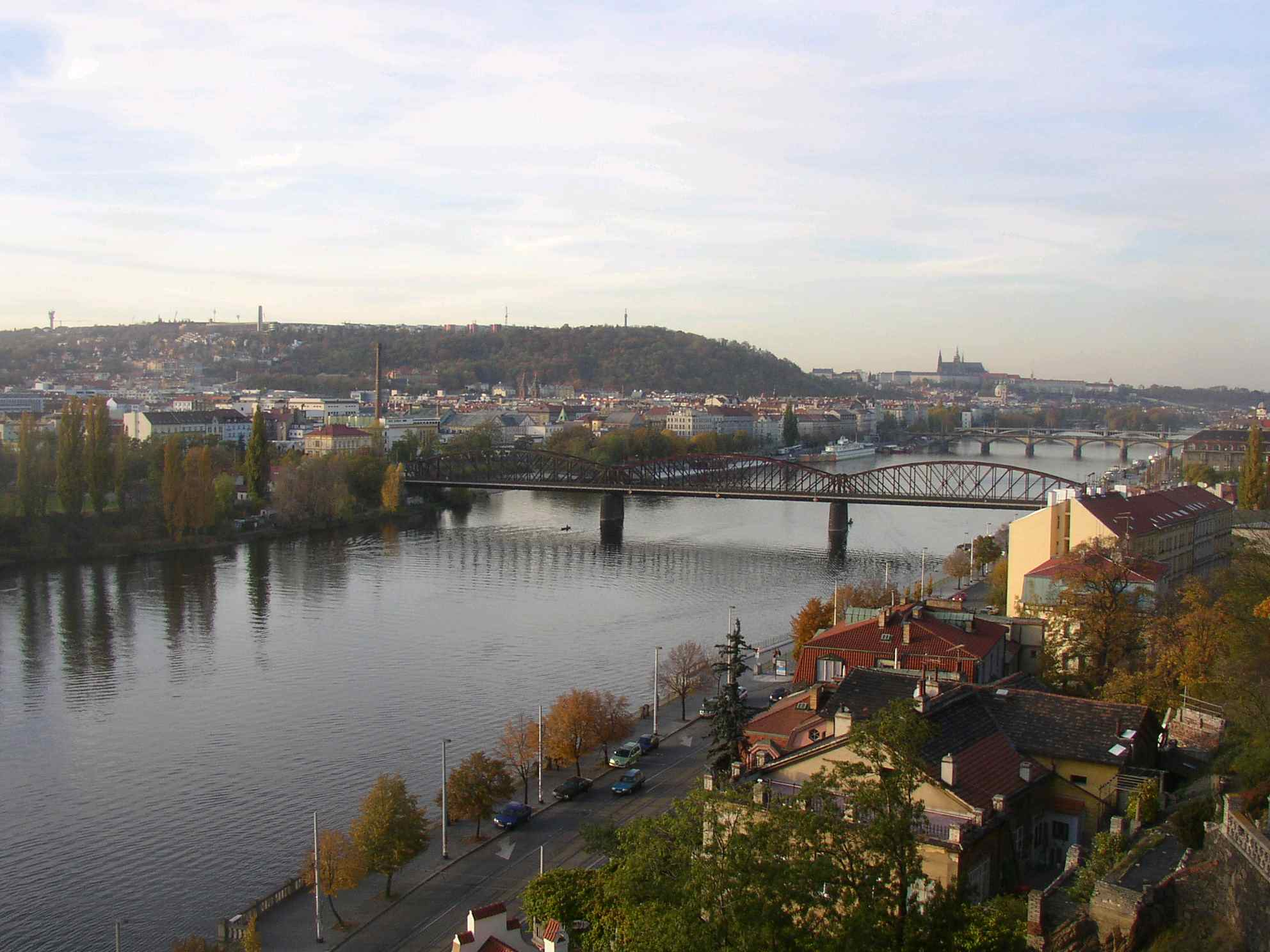
Smíchov, rozložený na levém břehu Vltavy jižně od Petřína, při pohledu z Vyšehradu

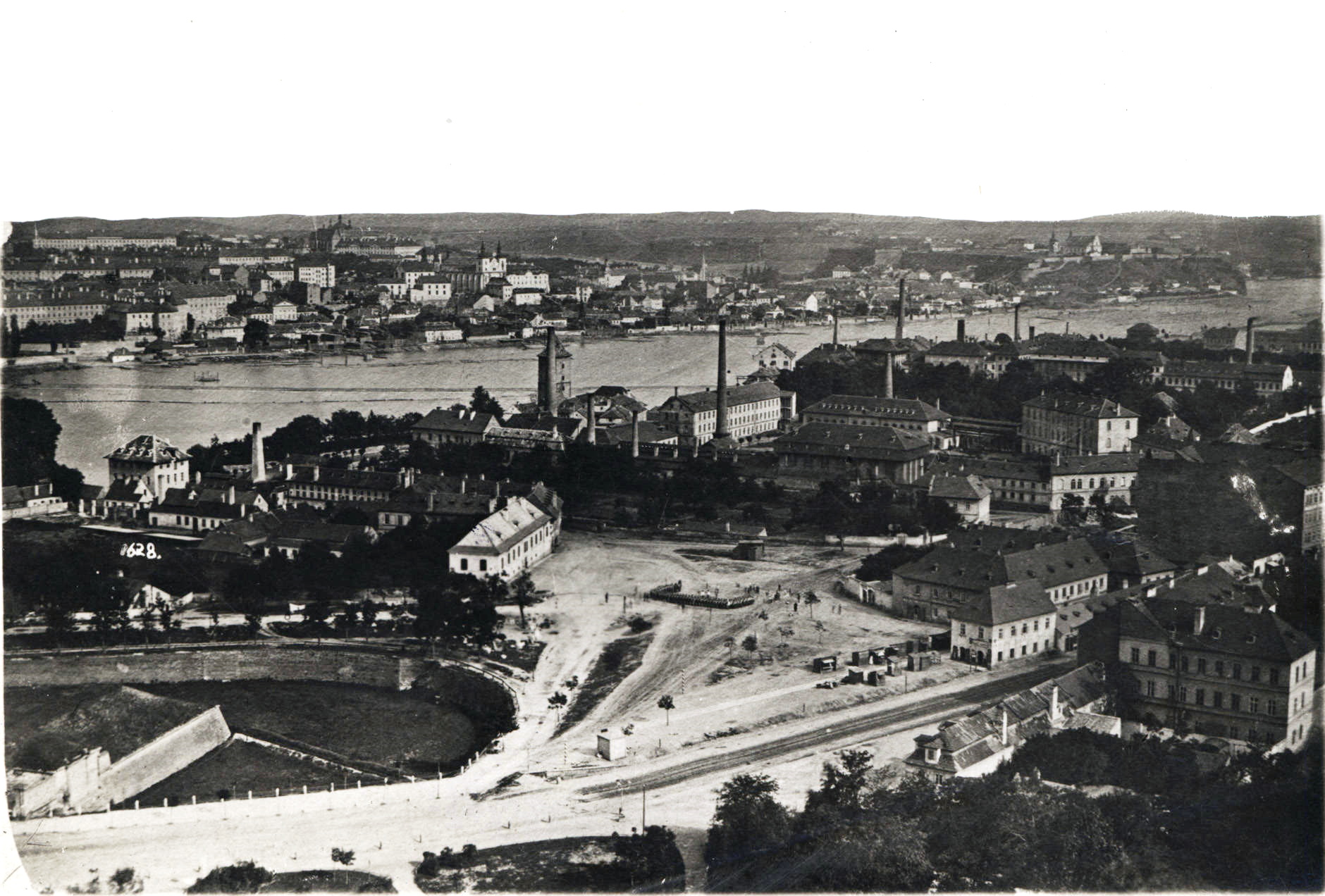
Panoramatický pohled na část Smíchova v roce 1872, uprostřed Porgesova kartounka

### Název
Vznik názvu Smíchov dnes již nelze spolehlivě doložit. Podle pověstí se na smíchovském břehu Vltavy (levý břeh) smál Horymír, když si na Šemíkovi skokem z Vyšehradu a přeplaváním Vltavy zachránil život. Hájkova kronika k roku 814 uvádí, že nařídil kníže Vojen, aby byl odbojný Ronovic dopraven přes Vltavu, kde se měl v lese sám oběsit. Tehdy prý měli zlí duchové tak velkou radost, že se silně smáli a tak se tomuto místu začalo říkat Smíchov (Smijchow). Podle další varianty zdejší pozemky koupil Jan Smíchovský (roku 1430), podle kterého se pak území nazývá. Teorii, že by šlo u slovanský „Smíchův majetek“, odporuje fakt, že polské obce Śmiechów či Śmiechowo, získaly svůj polský název až ve 20. století přepisem z německých názvů, a také obec Gadzowice (česky „Smíchovy“) byla původně Smidesdorf.
Podle jedné hypotézy došlo ve 14. století k prvnímu rozparcelování území, na kterém se nachází dnešní Smíchov. Velkou část tehdy získal Eduard Wejšera, který jako jeden z prvních obdržel okolo roku 1390 královské povolení k chovu ovcí, koz a dobytka v těsné blízkosti královského města. A od tohoto se prý také nazývá Smíchov – „smí chovat“. Vzhledem ke skladbě chovu byl tehdy nazýván pochovníkem koz.
Za nejpravděpodobnější období vzniku názvu Smíchov se považuje doba panování Karla IV. K roku 1383 je doložen kostel sv. Jakuba. Roku 1386 došlo k rozparcelování zdejších pozemků a vznikla osada, do níž přicházelo obyvatelstvo z různých míst a docházelo tak k jeho „smíchání“. Název Smíchov je poprvé doložen roku 1402 (některé zdroje uvádějí roky 1406 či až 1421 – gladiatoris in Smiechow, hortus humuleti cum vineola, qui situs est in Smiechow).

### Nejstarší historie
Na území dnešního Smíchova je osídlení doloženo od středověku archeologickými nálezy i písemnými prameny od 13. století. Zbraslavská kronika popisuje stavbu krásného paláce z dřevěných kmenů mezi vrchem Petřínem a břehem Vltavy pro korunovační obřad a hostinu Václava II. roku 1297, který bývá ztotožňován se Smíchovem. Od poloviny 14. století získalo pozemky na území Smíchova několik církevních institucí. Dvůr zde vlastnil od roku 1341 král Jan Lucemburský a založil při něm kartuziánský klášter s kostelem Panny Marie, lokalizovaný dnes od ulic Kartouzské a Štefánikovy až po křižovatku u Anděla.
Dvůr na úpatí Petřína vlastnil také cisterciácký klášter v Plasích. Tehdy – nejen na klášterních pozemcích – začaly vznikat vinice a chmelnice. Farní kostel svatého Filipa a Jakuba s přilehlým hřbitovem sloužil osadě Smíchov od doby gotické až do 19. století, kdy byl stržen a v letech 1894 až 1896 nahrazen novým, novorománským kostelem stejného zasvěcení, podle plánů architekta Adolfa Duchoně.

### Středověk a novověk

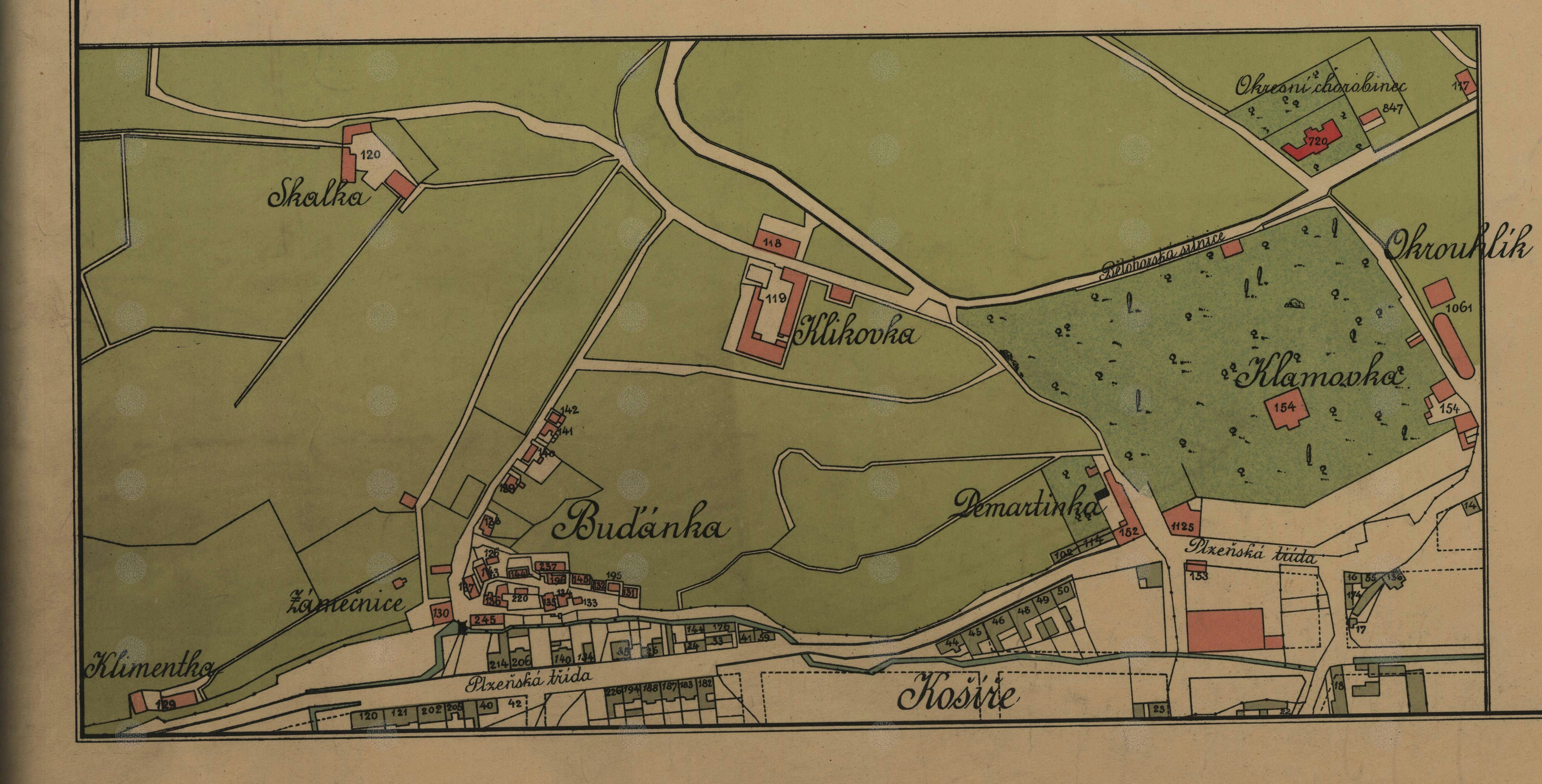
Buďánka, Skalka, Klikovka, Demartinka a chorobinec na mapě Smíchova z roku 1906

Za husitských nepokojů byl kartuziánský klášter vypálen, církevní majetek zabrán a vinice rozprodány pražským měšťanům. Rozhodnutím krále Vladislava Jagellonského z roku 1497 byla část církevního majetku vrácena, nicméně většina pozemků zůstala v držení Starého Města. Šlechtická a měšťanská sídla se zde začala stavět teprve v 16. století. Starému Městu zdejší pozemky náležely do roku 1622, kdy Smíchov „za 700 korců ovsa“ získal Pavel Michna z Vacínova. Staré Město, které mělo dodávat oves císařské jízdě, ho však nemohlo tolik sehnat a tak si ho vypůjčilo od generálního správce vojenské spíže a píce Michny z Vacínova (jenž ho vzal z císařských zásob) a za předražené obilí (za dvojnásobnou cenu než byla běžná) dali do zástavy ves Smíchov. Když pak chtěli dluh vrátit, Michna odmítl a úřední jednání se vlekla, vrácena byla jen malá část.
Za třicetileté války byl Smíchov silně zpustošen, takže v polovině 17. století zde stál jediný dům. Zdejší zadlužené statky koupili roku 1684 Schwarzenberkové, zahradu s letohrádkem zde měli také Martinicové. Díky výhodné poloze nedaleko Prahy zde začala šlechta zakládat letohrádky a viniční usedlosti. Na Birkhardtově panoramatické vedutě ostřelování Prahy pruskou armádou z roku 1757 je Smíchov nedotčen, má dvě desítky staveb. Kromě kostela sv. Jakuba a vodních mlýnů vyniká jen Dientzenhoferův letohrádek při Schwarzenberské silnici.
Od poloviny 18. století na Smíchově vznikaly různé manufaktury a roku 1816 Porgesova kartounka. Postupně přibyly chemické továrny, přádelna, továrna na mlýnské stroje, cukrovar, porcelánka a řada dalších podniků. Smíchovu se díky velkému počtu továrních komínů přezdívalo pražský Manchester. Patentem krále Ferdinanda V. byl 15. ledna 1838 Smíchov povýšen na předměstí. Roku 1852 sem František Ringhoffer přemístil svou kotlárnu, jíž brzy rozšířil o průmyslové podniky strojírenský a železářský. Ringhofferovka později byla největším podnikem Rakouska-Uherska v odvětví strojní výroby. U příležitosti výročí 200 let od narození Františka II. Ringhoffera proběhla na Smíchově v galerii Portheimka výstava nazvaná Ringhofferové. Autor Pavel Fabini zde zachytil vývoj rodového podnikání Ringhofferů a jejich politické a kulturní aktivity.

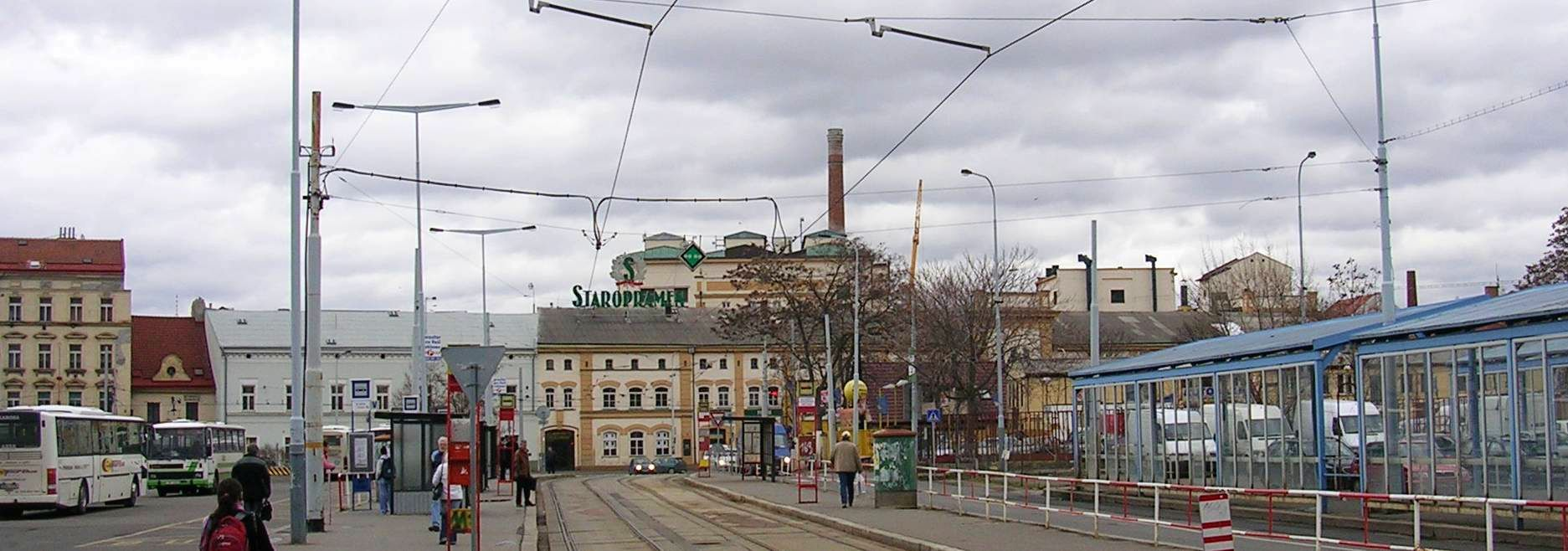
Pivovar Staropramen u autobusového nádraží Na Knížecí

Roku 1869 byl založen Akcionářský pivovar na Smíchově, pozdější pivovar Staropramen. Průmyslový ráz si Smíchov zachoval po celý zbytek 19. století a až do počátku 80. let 20. století. Svého zástupce měl Smíchov na Českém zemského sněmu, ale také na Říšské radě ve Vídni, kam volil společně s Karlínem až do volební reformy z roku 1907.

### Od 20. století po současnost
Teprve 22. února 1903 byl Smíchov císařským rozhodnutím povýšen na město a 21. ledna 1904 byl Smíchovu udělen městský znak, prakticky totožný se znakem, který už od roku 1849 Smíchov používal bez zeměpanského či ministerského schválení. Na základě zákona o Velké Praze byl Smíchov roku 1922 připojen k Velké Praze jako součást jejího nového městského obvodu Praha XVI.
V roce 1968 měl být na hranici smíchovského katastru zbudován monumentální pomník T. G. Masaryka v ose Vítězné ulice na Újezdě, realizaci vítězného projektu však zabránil vpád sovětských okupačních vojsk ve středu 21. srpna 1968. Smíchov byl dlouhá léta převážně dělnickou čtvrtí. Sídlily a sídlí tam velmi významné podniky, zejména pivovar Staropramen a ČKD Tatra (v devadesátých letech byla výroba přemístěna do Zličína).
Demolicemi pro výstavbu metra v letech 1979–1983 a proražením Strahovského tunelu se začal charakter osy Smíchova měnit. Od konce 20. století byly postupně rušeny továrny a průmyslové objekty a zejména v okolí křižovatky a pěší zóny Anděl vznikla řada obchodních a administrativních center v novostavbách. Původní plán přestavby Smíchova se nicméně průběžně vyvíjel a ve své původní podobě nebyl uskutečněn. V roce 2001 zde bylo postaveno obchodní a kulturní centrum Nový Smíchov, vzniklo na místě zrušeného areálu ČKD Tatra a stavebních proluk po výstavbě linky „B“ pražského metra. Rok předtím byla postavena kancelářská budova Zlatý Anděl od úspěšného francouzského architekta Jeana Nouvela.

## Pamětihodnosti

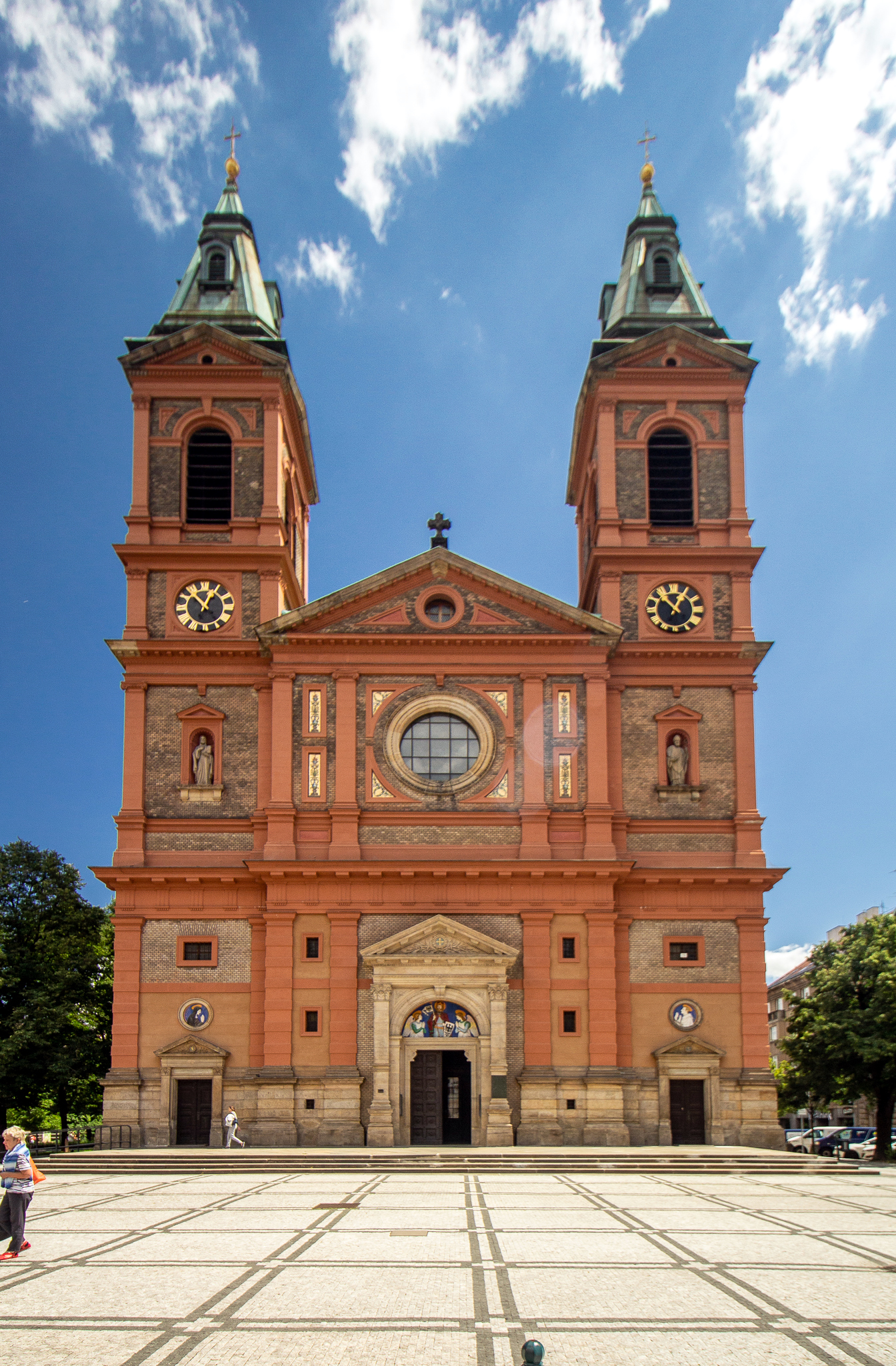
Kostel svatého Václava na Smíchově

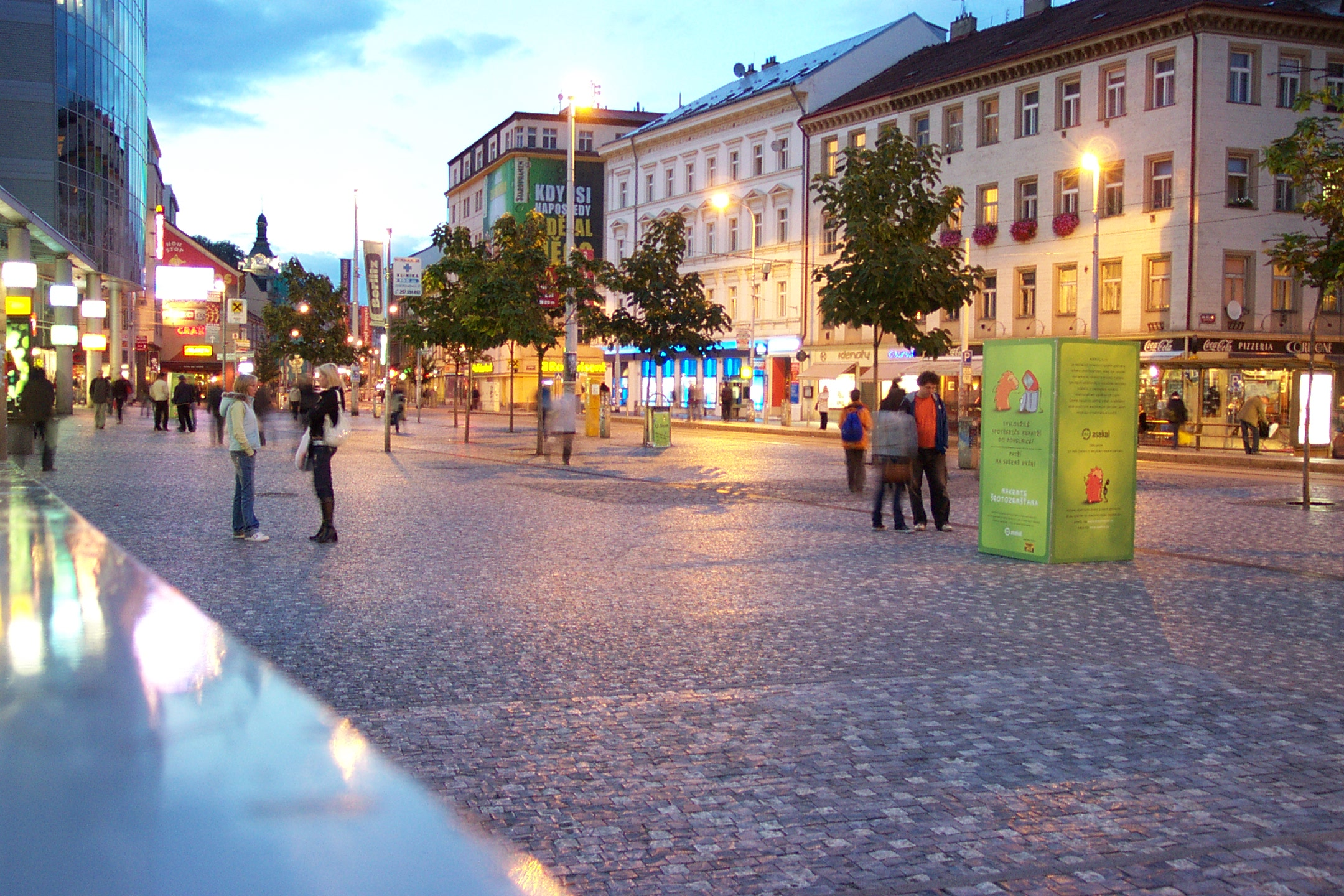
Křižovatka u Anděla, proměněná v pěší zónu, je živým srdcem Smíchova

- Portheimka – barokní letohrádek rodiny architekta Kiliána Ignáce Dienzenhofera, upravený pro rodinu Porgesů z Portheimu
- Kostel sv. Václava – novorenesanční, postavil v letech 1881–1885 architekt Antonín Barvitius, který navrhl také vnitřní zařízení
- Bertramka – vila manželů Duškových, v níž na konci 18. století pobýval Wolfgang Amadeus Mozart
- Park Sacré Coeur někdejšího kláštera
- Kartuziánský klášter Zahrada Panny Marie s kostelem Panny Marie
- Konvent dam Srdce Ježíšova u kostela Sacré Coeur
- Klášter sv. Karla Boromejského s kaplí Nejsvětějšího Srdce Páně
- Benediktinské opatství beuronských benediktinek u kostela (Zvěstování Panny Marie) sv. Gabriela
- kostel (Zvěstování Panny Marie) sv. Gabriela
- Ringhofferova vila
- Kostel Nejsvětější Trojice (U Nesypky) – klasicistní kostelík Malostranského hřbitova
- Karpatský chrám sv. Archanděla Michaela – dřevěný kostel ve slohu lidového baroka převezený z Podkarpatské Rusi (roku 2020 vyhořel)
- Klamovka – klasicistní letohrádek s romantickými památníky
- Letohrádek Kinských a domek Švýcárna se zahradou
- Národní dům na Smíchově – secesní stavba z let 1906–1908 architekta Aloise Čenského
- Smíchovská tržnice – secesní stavba z let 1906–1909 architekta Aloise Čenského
- Švandovo divadlo na Smíchově
- Malostranský hřbitov se sochou Leopolda L. R. hraběte z Thun-Hohenštejna, pasovského biskupa
- Nový židovský hřbitov na Smíchově
- Smíchovská synagoga
- Medvědí kašna – barokní dílo sochaře Jeronýma Kohla
- Zdymadlo Smíchov – plavební komora mezi Dětským ostrovem a Smíchovským nábřežím, technická památka
- Smíchovské nádraží

Na Smíchově sídlí tyto spolky:
- Klub přátel starého Smíchova
- Klub deskových her Paluba
- Děti sídlištní recese

### Další stavby
- Plynárna Smíchov
- Smíchovská vodárna
- Vodojem a čerpací stanice Václavka

## Kultura
Kromě Kulturního domu Smíchov se ve čtvrti nacházejí dvě pobočky Městské knihovny. Jedna u sadů Na skalce a druhá na Náměstí 14. října.

## Doprava

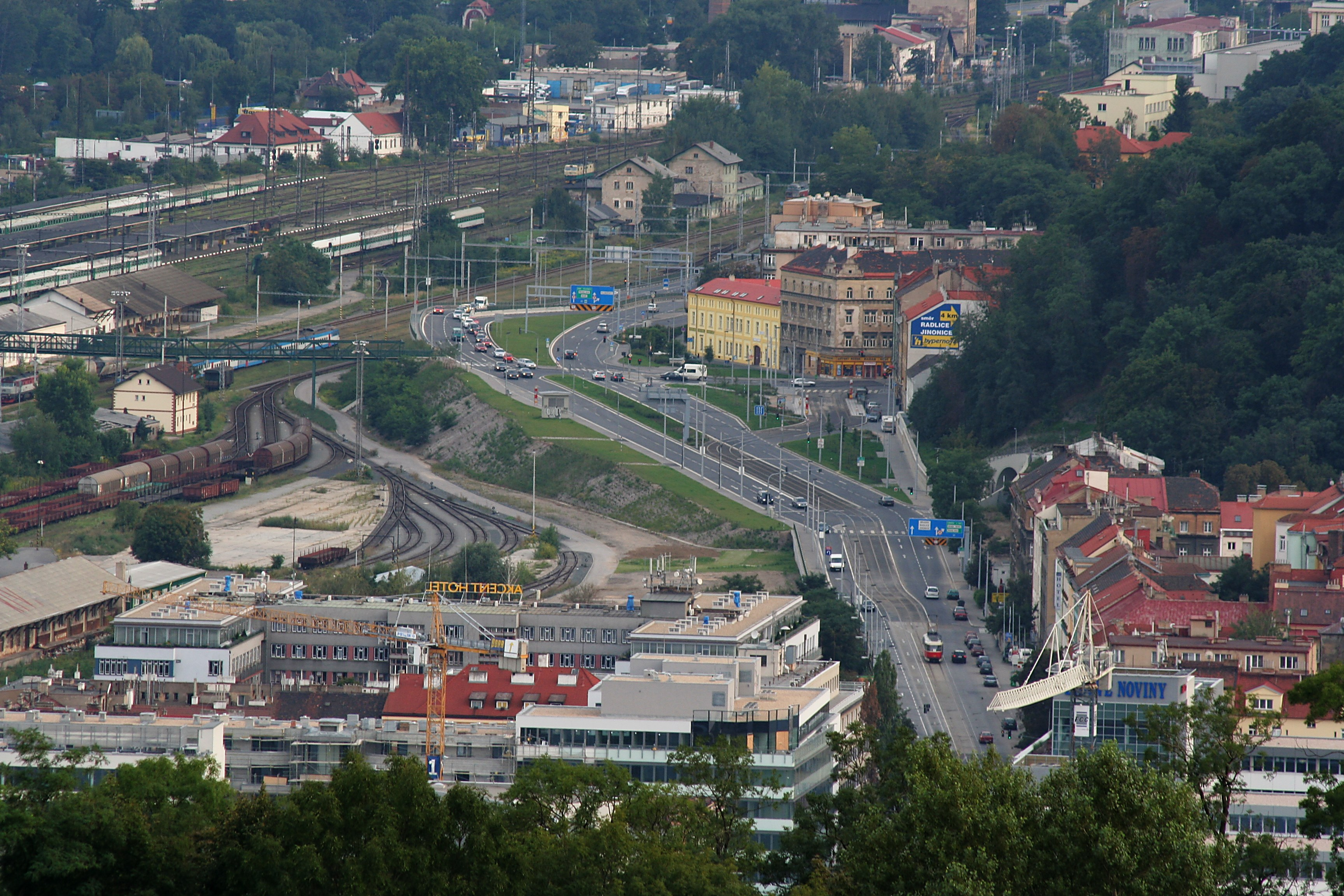
Kolejiště severně od Nádraží Praha-Smíchov a část ulice Radlická, pod níž vedou tunely Městského okruhu na Smíchově

Již před připojením Smíchova k Praze vzniklo na Smíchově jedno z hlavních pražských nádraží, dnes Nádraží Praha-Smíchov. Lávka přes nádraží spojuje části Smíchova rozdělené nádražím.
Malé autobusové nádraží se nachází nedaleko od Smíchovského pivovaru Staropramen v ulici Na Knížecí, jezdí odtud spoje především do jižních či jihozápadních Čech (např. ve směru na Písek, Příbram, Beroun, Plzeň, Rokycany, Strakonice, Klatovy, Sušice, Domažlice atd.). Příměstské spoje odjíždějí od Smíchovského nádraží.
Středisky MHD na Smíchově jsou dvě stanice metra trasy B – Smíchovské nádraží a Anděl a její výstup Na Knížecí. U Anděla se také kříží tramvajové tratě Újezd–Anděl–Hlubočepy–estakáda na Barrandov v severojižním směru a Palackého náměstí–Anděl–Plzeňská ulice–Kotlářka–Sídliště Řepy ve východozápadním. Smíchovské nádraží a následující Lihovar jsou centrální stanice autobusové dopravy pro skoro celý jihozápad a zčásti jihovýchod (přes Barrandovský most) Prahy.
Kdysi na Smíchově jezdívaly i trolejbusy, trolejbusová trať byla vedena z Nového Města přes Jiráskův most na Smíchov, odtud pak dále do Jinonic.
Nedaleko od Anděla ústí také dva na sebe navazující tunely Městského okruhu – Strahovský tunel a tunel Mrázovka.

## Sousední čtvrti
- Nové Město
- Malá Strana
- Vyšehrad
- Podolí
- Hlubočepy
- Barrandov
- Radlice
- Košíře

## Galerie

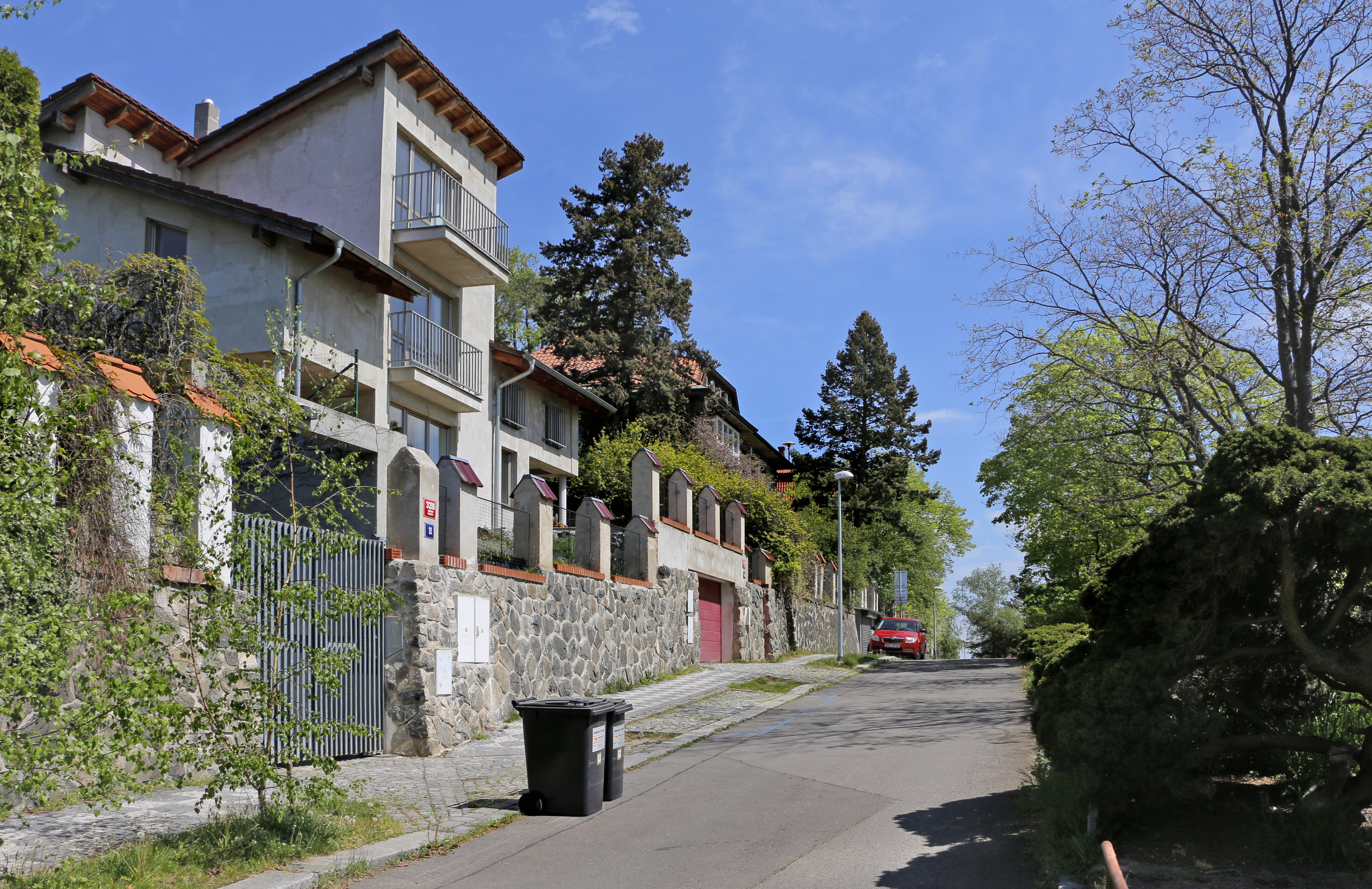
Vila v ulici Nad Výšinkou
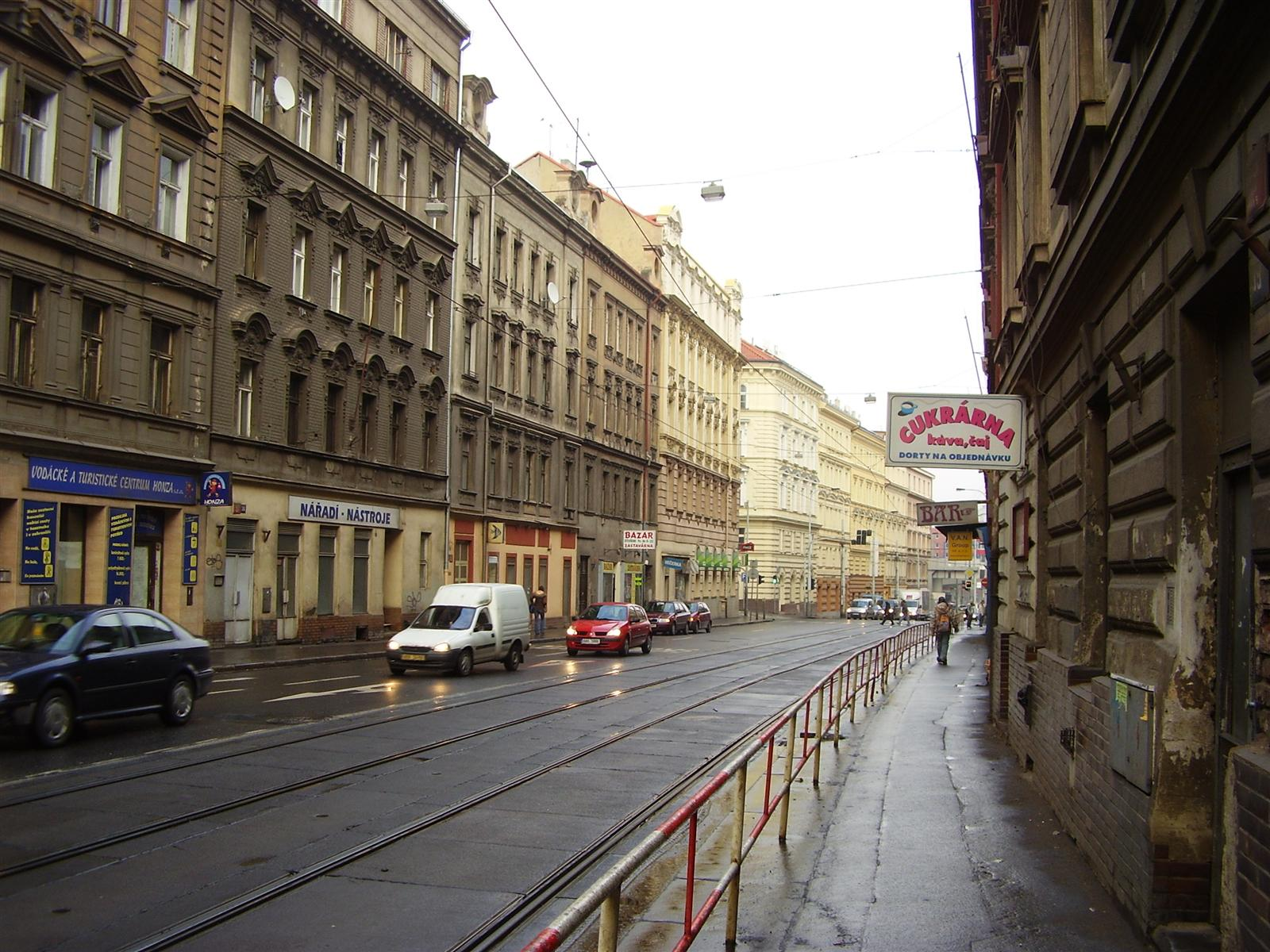
Plzeňská ulice směrem od centra na úrovni Bertramky
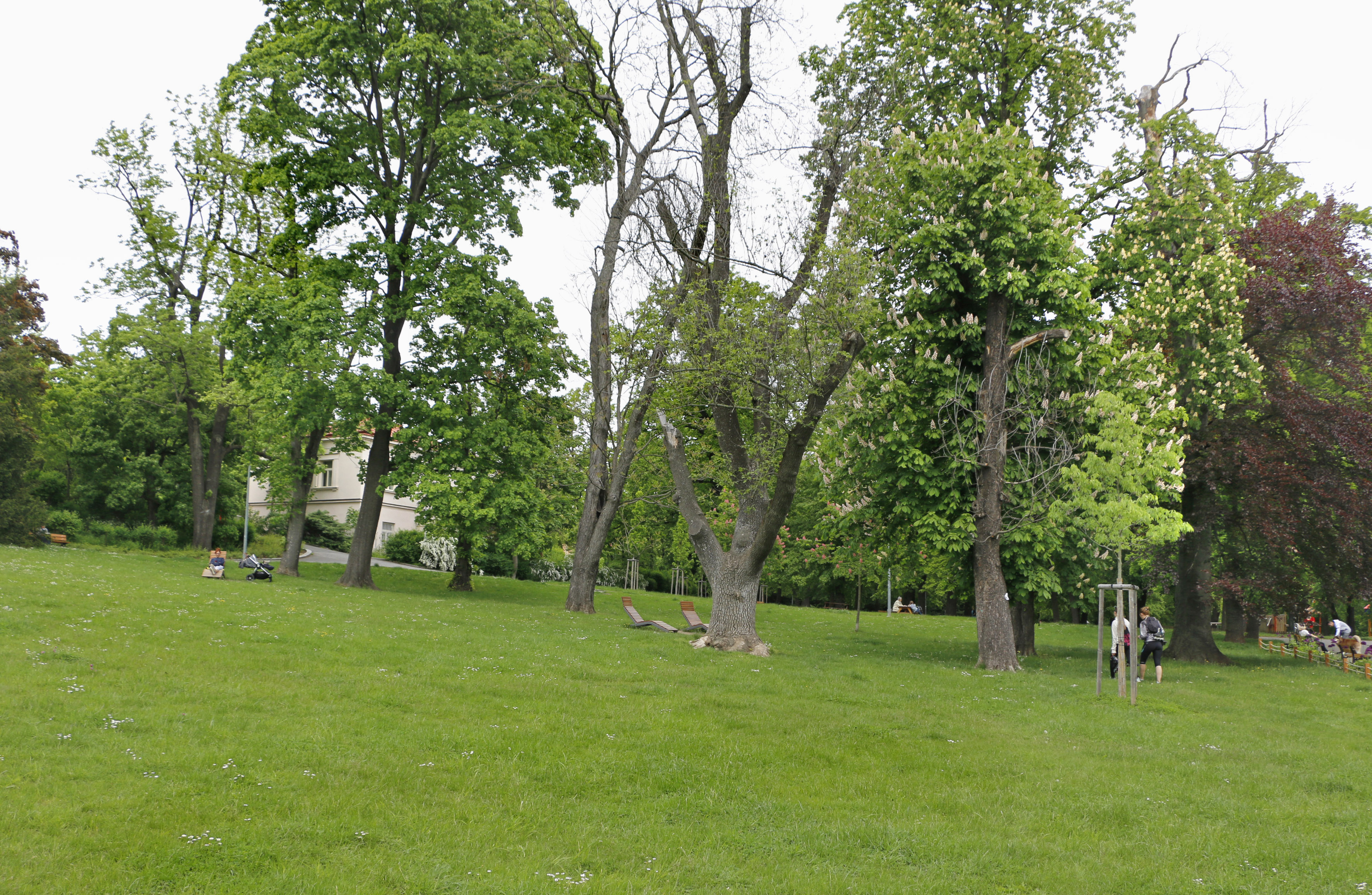
Park Klamovka
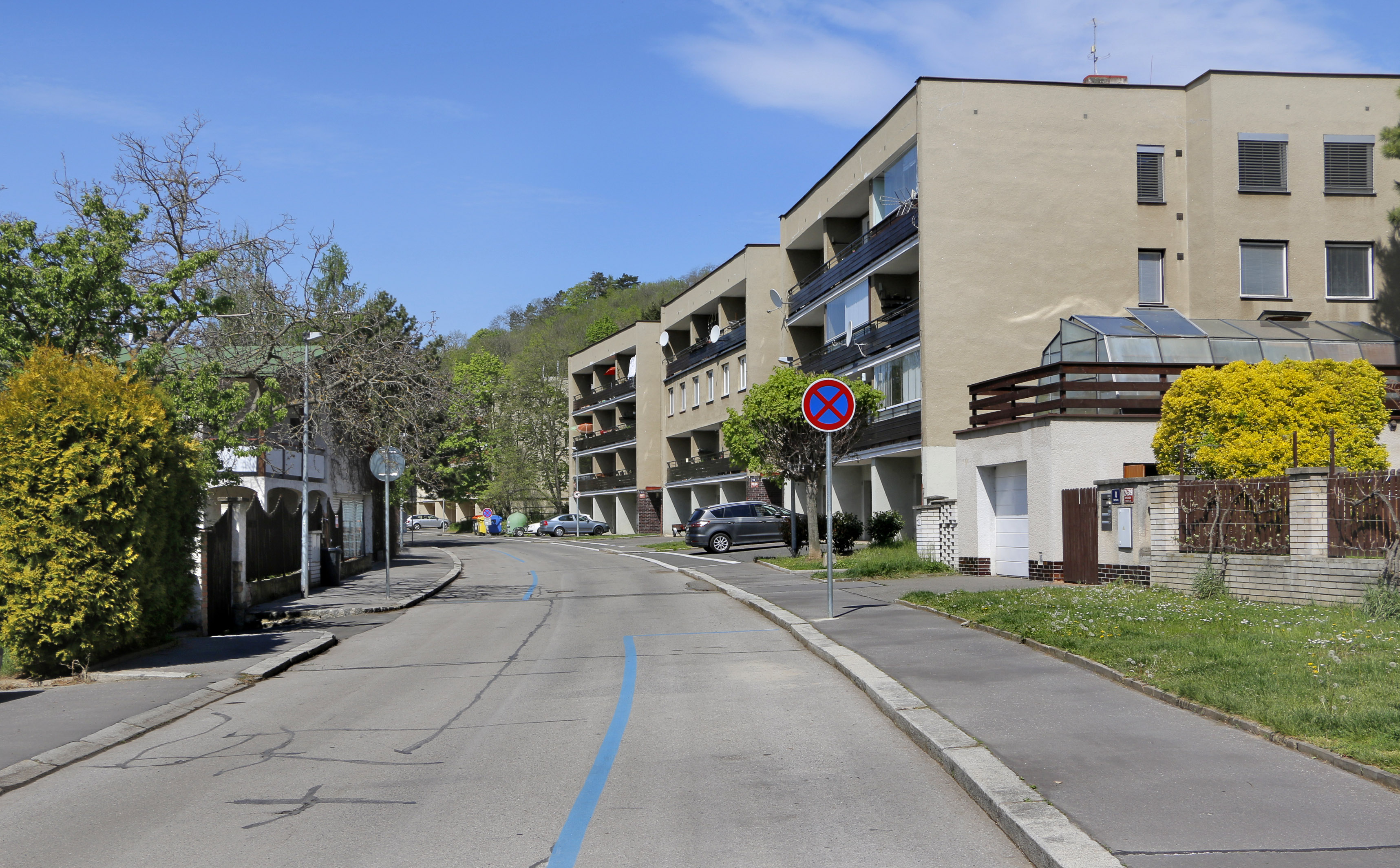
Bytové domy v ulici Nad Palatou
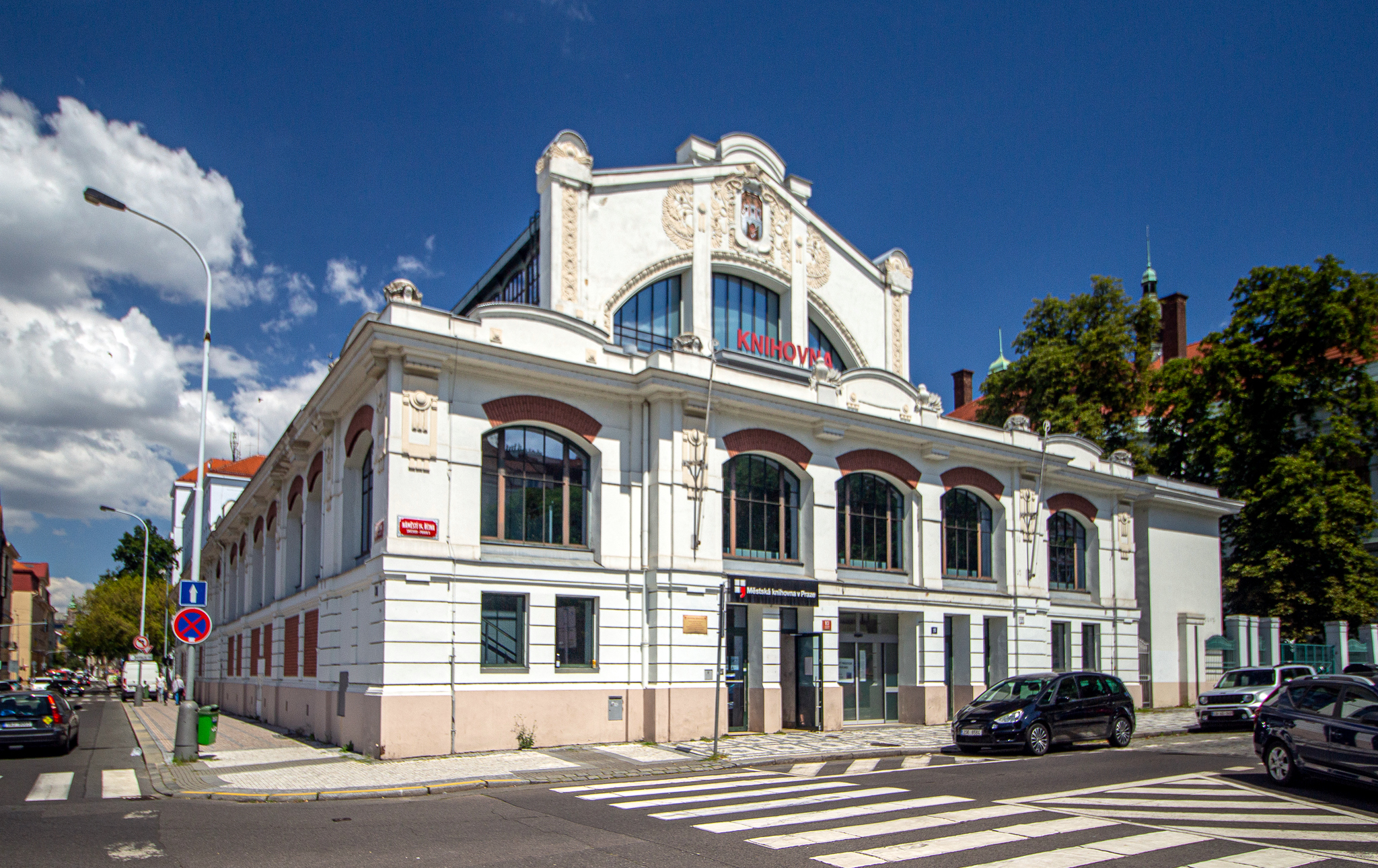
Ústřední tržnice, sídlo pobočky Městské knihovny
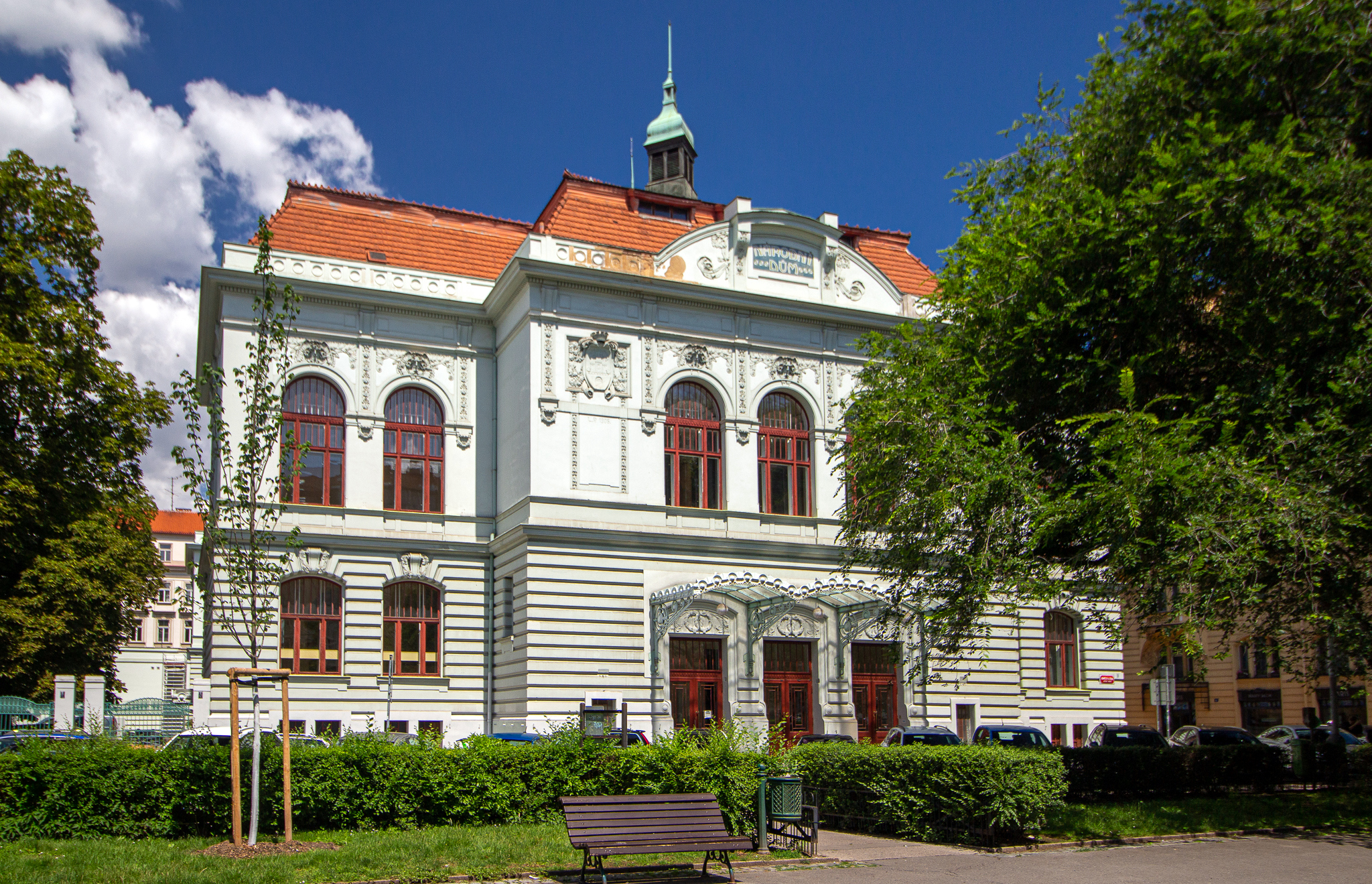
Národní dům na Smíchově
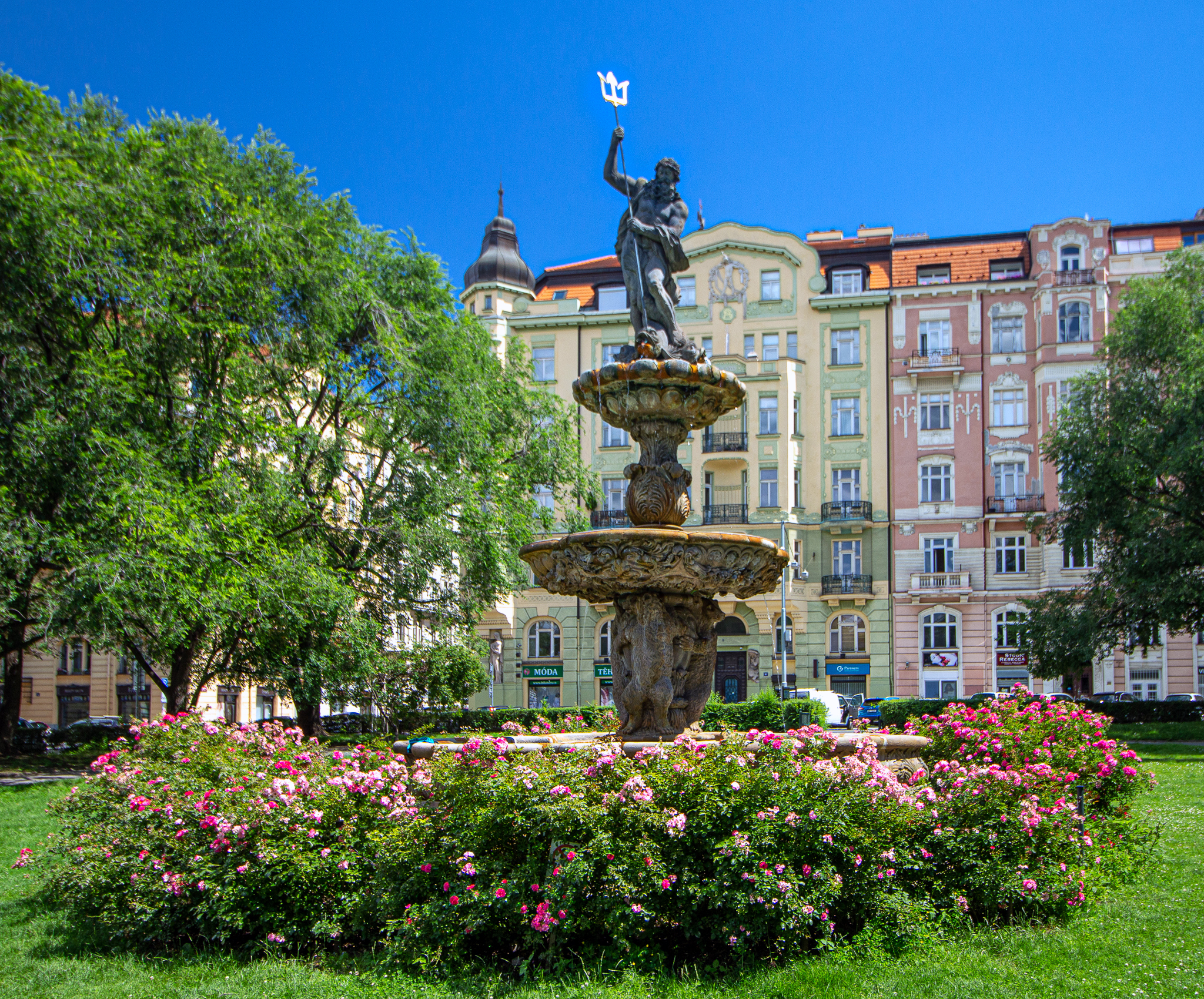
Medvědí kašna
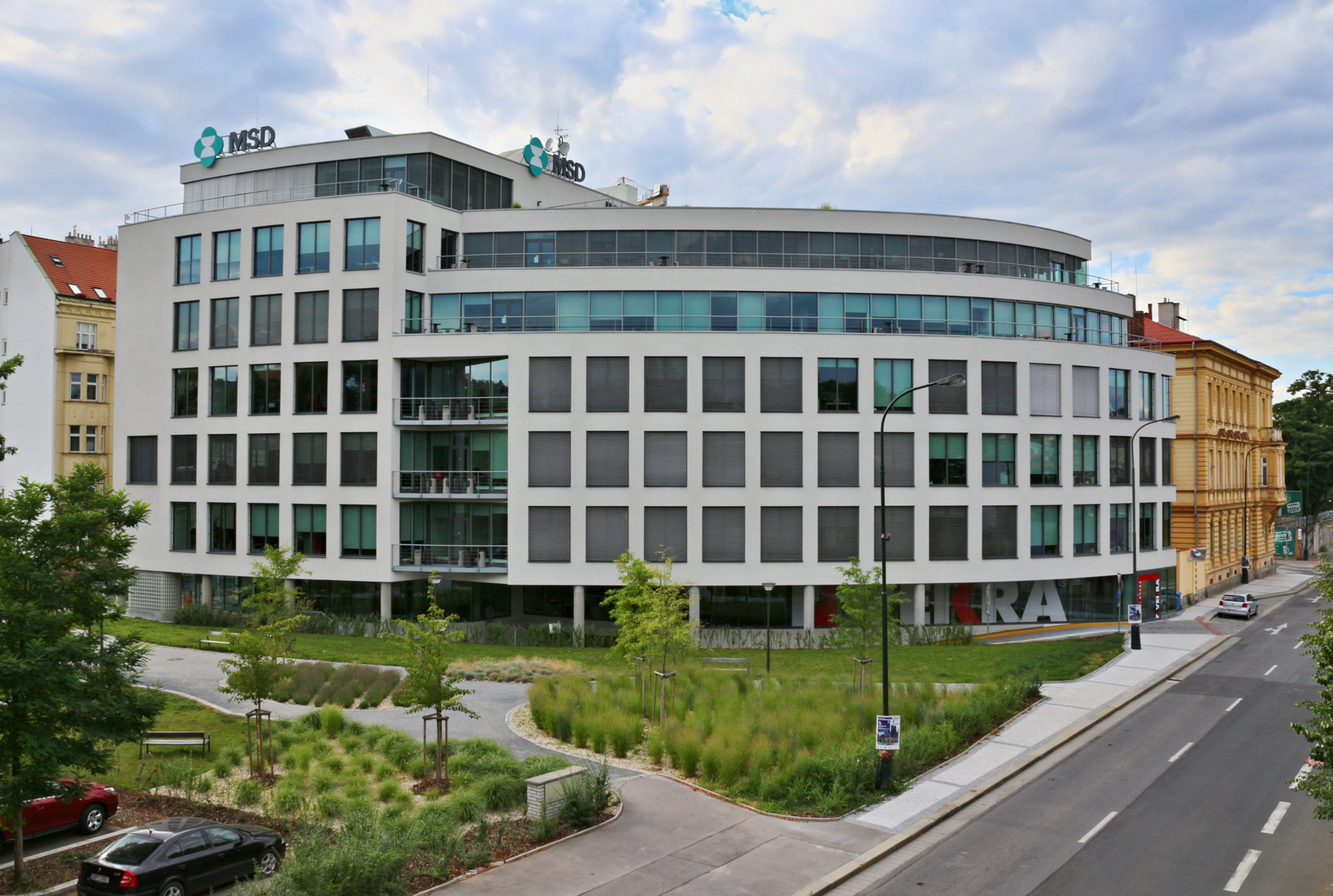
Moderní kancelářská budova
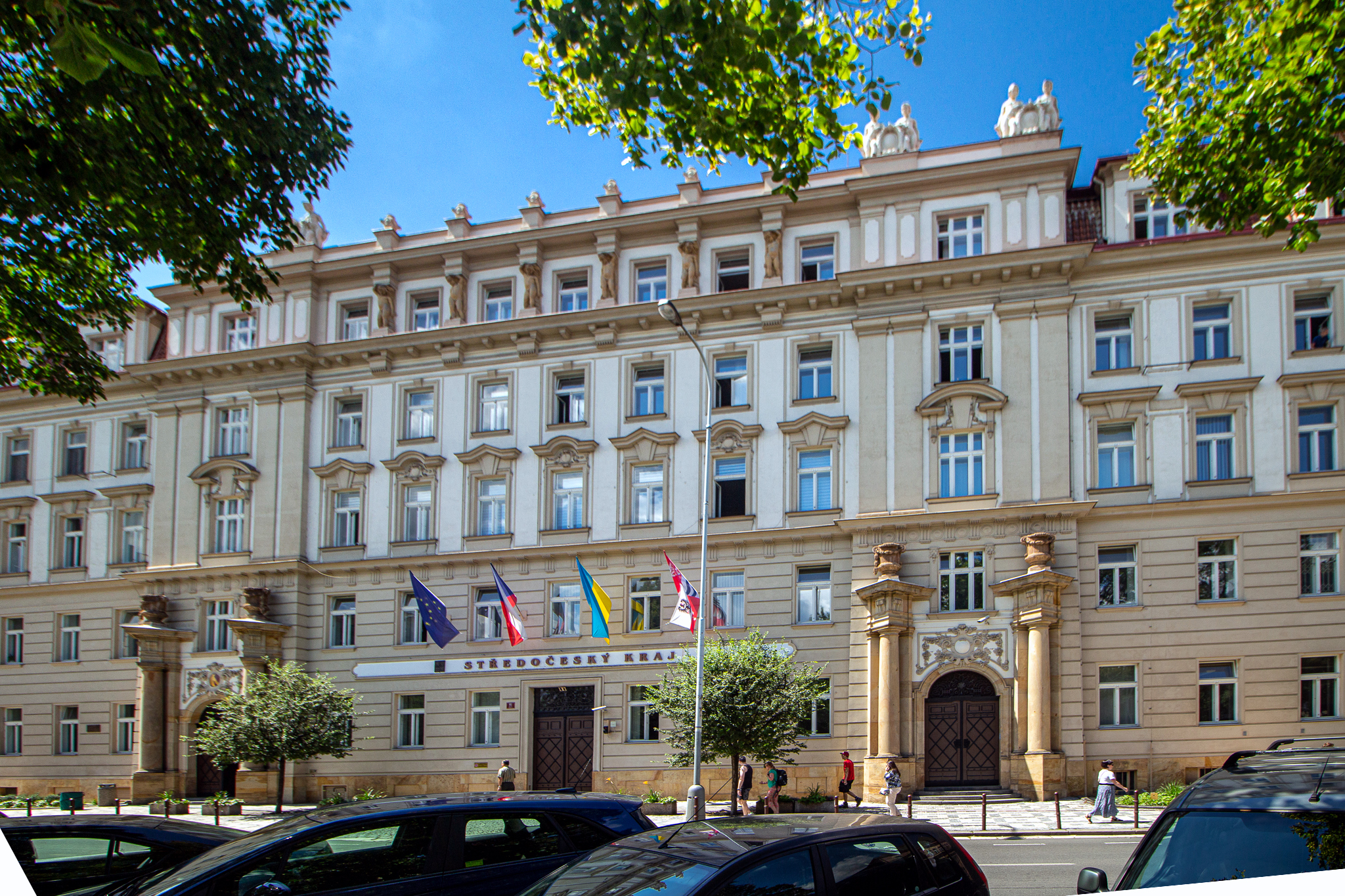
Budova krajského úřadu Středočeského kraje